# Pareci Novo
Pareci Novo este un oraș în Rio Grande do Sul (RS), Brazilia.